# Jean-Jacques Rousseau (réalisateur)
Pour les articles homonymes, voir Jean-Jacques Rousseau (homonymie) et Rousseau.
Jean-Jacques Rousseau, né le 16 décembre 1946 à Souvret et mort le 5 novembre 2014 à Montigny-le-Tilleul, est un réalisateur belge de cinéma indépendant, auto-proclamé « cinéaste de l'absurde ».
Défendant un cinéma fait de budgets limités, de 2 000 à 2 500 € par film, avec des acteurs non professionnels, il est, avec une quarantaine de films réalisés, l'un des plus prolifiques des cinéastes belges.

## Biographie
Jean-Jacques Pierre Rousseau est issu d'une famille ouvrière. Né à Souvret, près de Courcelles, le 16 décembre 1946; de son père Pierre Emile Rousseau et sa mère Fernande Nemeghaire. À ses débuts, il fut batteur dans les groupes régionaux "The gods" et "Les volcans". Par la suite, il exerça la profession d'ouvrier-maçon. Il fut marié 22 ans à Josette Splingard qui fut actrice, script girl et dirigeante à ses côtés au sein de leur asbl "Ciné calibre 16". De leur union naquit sa fille unique Frédérique Rousseau, née le 11 décembre 1982 à Charleroi. Elle joua à son tour de petits rôles dans les films de son père et composa régulièrement la musique de ses films au cours de ses treize dernières années ; dès l'année 2001 jusqu'à la disparition de son père en 2014. Après que les distributeurs et exploitants de sa région ont refusé ses films, Jean-Jacques Rousseau a été exploitant de salle de cinéma afin de pouvoir les projeter et, afin de rentabiliser la salle, il n’est alors pas rare de voir ses propres films précéder des blockbusters.  

### Reconnaissance publique
Héritier du cinéma forain, situé totalement en marge des marchés du cinéma, aucun de ses films, faits de bric et de broc, n'est sorti en salle mais quelques festivals ont occasionnellement organisé de très courtes rétrospectives de son œuvre. Il est régulièrement invité à projeter ses films au Festival International du Film Fantastique de Bruxelles. En 2011, le cinéaste comptait parmi le jury de la sélection 7e parallèle de ce même festival.
Sa reconnaissance par certaines personnalités est palpable sous différentes formes. Ainsi Jan Kounen l'a accueilli sur les bonus du DVD de 99 francs, et il a reçu le soutien de diverses personnalités comme Noël Godin, Bouli Lanners, Benoît Poelvoorde ou Miss Ming.
En 2004, Frédéric Sojcher réalise Cinéastes à tout prix, documentaire sur le travail de Jean-Jacques Rousseau, Max Naveaux et Jacques Hardy. Le film, qui affirme la position particulière des réalisateurs, figure dans la sélection officielle Hors Compétition du Festival de Cannes.

### Éditions DVD
Trois films de sa dernière période ont été édités en DVD : Irkutz 88 (2001) et Wallonie 2084 (2004) chez Belfilm de Paul Geens et Karminsky-Grad (2010) chez Actes Belges.

### Décès
Le 15 juillet 2014, après s'être interposé dans une altercation de café à Courcelles, il est gravement blessé par un homme qui le percute délibérément dans la rue avec sa voiture,. Plongé dans le coma, il meurt le 5 novembre à l'hôpital de Montigny-le-Tilleul des suites de ses blessures.

## Thématiques

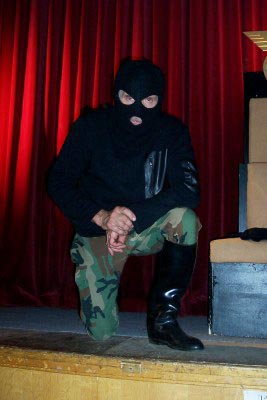
Le cinéaste de l'absurde en 2006.

Son travail porte la marque de son statut d'autodidacte et témoigne de la création d'un langage propre à un cinéaste. Ainsi, c'est en filmant qu'il apprend le cadrage, l'éclairage, le son, le montage, la postsynchronisation, la direction d’acteurs.
Vers le début des années 1980, des grands thèmes commencent à se dégager de son travail. Son emploi fréquent de créatures de toutes sortes (savants fous dépassés par leurs créations, sociétés secrètes, tortures, malédictions diverses, etc.) le place en expérimentateur du film fantastique d'épouvante. Par ailleurs, on remarque aussi un certain ancrage dans l’histoire, en particulier les deux guerres mondiales, présentant la Wallonie industrielle avec tout son passé de luttes et de révoltes.
L'œuvre de Jean-Jacques Rousseau se veut la démonstration qu'une insoumission face aux diktats économiques et financiers du cinéma est possible. Il s'y élève aussi contre les exigences techniques et esthétiques des cinéastes « professionnels ». Il a ainsi filmé la bataille de Waterloo dans son jardin, ou reconstitué la bataille de l’Yser avec trois acteurs et une vache. Il n'est cependant pas réductible à un  « Ed Wood belge », dans la mesure où il a conscience de la pauvreté de ses moyens mais l'assume et en joue comme un moyen de souligner sa volonté artistique.

## Citation
« Bricolés avec des bouts de ficelles et quelques sous, ces films charrient, à jets continus, des cauchemars récurrents, inspirés de ces séries B et Z des années cinquante, mélange à la sauce artisanale de ce que le cinéma de genre a pu nous proposer de pire. Car les films de Jean Jacques Rousseau sont, dans un premier temps, ce que l’on peut imaginer de plus navrant. Réalisés à l’emporte-pièce sans s’embarrasser d’une cohérence narrative qui viendrait sans doute alourdir le récit, joués par des amateurs qui ne savent pas toujours ce qu’ils font là, ils sont au cinéma d’auteur, ce que le barbare est au civilisé, une insulte et une menace. »

— par Philippe Simon

## Filmographie
- 1964 : L'Étrange histoire du professeur Igor Yaboutich
- 1965 : Le Poignard maudit
- 1966 : Les Malfaiteurs
- 1966 : La Vallée de la Sûre
- 1968 : L'Abstrait
- 1969 : Le Cauchemar
- 1972 : Germaine Grandier
- 1974 : Les Compagnons de justice
- 1975 : Le Reposoir
- 1975 : Les Immortels
- 1976 : Catalepsie
- 1977 : L'Étoile du mal
- 1977 : Dossier réincarnation
- 1978 : Les Marcheurs de la grande armée
- 1978 : Le Diabolique Docteur Flak
- 1983 : L'Histoire du cinéma 16
- 1988 : Cannes année européenne du cinéma
- 1988 : Ciné Effet
- 1996 : L'Internement de Karyl Chessman
- 1997 : Dossier Absurdus
- 1999 : Furor Teutonicus (Jean Delire est l'assistant de Jean-Jacques Rousseau)
- 2001 : Irkutz 88 (autre titre : Le Goulag de la Terreur)
- 2002 : Road Movie (court métrage)
- 2003 : Wallonie 2084
- 2004 : La Revanche du sacristain cannibale
- 2005 : Le Chasseur de succubes
- 2005 : L'Histoire du cinéma 16 II
- 2006 : La Mécanique du rasoir
- 2006 : L'Invasion des succubes
- 2007 : Rock Mendès
- 2007 : Fuyons les monstres
- 2007 : Les Maîtresses du docteur Loiseau
- 2008 : L'Histoire du cinéma 16 III
- 2008 : Le Docteur Loiseau et ses Sinistres Augures
- 2008 : Le Retour du Docteur Loiseau
- 2009 : Un colonial chez les Celtes
- 2010 : Karminsky-Grad
- 2010 : Casanova Forever
- 2010 : L'Amputeur Wallon
- 2011 : Le 1er juillet chez Olga
- 2013 : Docteur Loiseau : La solution finale
- 2013 : Le Couturier

## Filmographie sur Jean-Jacques Rousseau et sur son œuvre
- 1987 : Cargo de nuit, portrait de Jean-Jacques Rousseau cinéaste insoumis, RTBF, 10 minutes[16].
- 1997 : L'Œil du Cyclone, Une belge histoire, Canal+, 20 minutes. Sur Jean-Jacques Rousseau, cinéaste belge amateur et excentrique.
- 2004 : Cinéastes à tout prix, de Frédéric Sojcher. Documentaire sur le travail de Jean-Jacques Rousseau, Max Naveaux et Jacques Hardy. Bouli Lanners, Noël Godin et Benoît Poelvoorde y interviennent. Le film figure en sélection officielle lors du Festival de Cannes 2004 ; 66 minutes.
- 2008 : Jean-Jacques Rousseau, cinéaste de l'absurde, Collectif, Archimbaud-Klincksieck, Paris, 240 p[17].
- 2009 : Qu'est-ce qu'une star aujourd'hui ?, de NT Binh et Luc Dellisse, Retranscription de débats, Éditions du Rocher, Paris, 243 p[18].
- 2012 : Furor Absurdüs, de Maxime et Michel Pasque. Documentaire qui a pour cadre un tournage de film ; 85 minutes[19].

### Biographie
- Éveline Scrève, L'avenir du Monde est inscrit dans vos mains : Écrits et dits de Jean-Jacques Rousseau, cinéaste, Marcinelle, Éditions du Basson, coll. « Charleroi on the road », 2018, 132 p. (ISBN 978-2-930582-62-7).
- Frédéric Sojcher (dir.) et al., Jean-Jacques Rousseau, cinéaste de l'absurde, Klincksieck, coll. « Essai caméra », 2008, 238 p. (ISBN 978-2-252-03685-3).